# Henri Canonge
Pour les articles homonymes, voir Canonge.
Henri Albert Canonge, né le 13 mai 1914 à Barre-des-Cévennes, village situé à quelques kilomètres de Florac (Lozère) et mort le 23 octobre 1981  à Rodez (Aveyron), est un syndicaliste français et figure du mouvement coopératif d'après guerre.

## Biographie
Le père de Henri Canonge est le pasteur Albert Adolphe Canonge (1872-1946) et sa mère Alix Rosalie Lamarche (1873-1961). Après des études au lycée du Parc à Lyon, il intègre l’Institut national agronomique en 1934 et en sort avec le titre d'ingénieur agronome.
Il se marie le 1er juillet 1939 avec Germaine Puech, nièce de Denys Puech (30 avril 1909 à Bozouls - 14 décembre 1963 à Villejuif). Veuf, il se remarie le 24 juillet 1967 avec Ida Henriette Lambert, (10 septembre 1914 à Carrières sur Seine - 21 juin 2002 à Courbevoie).
Henri Canonge décède le 23 octobre 1981 (à 67 ans) à Rodez. Il est enterré au vieux cimetière de Bozouls le 26  du même mois.

## Carrière professionnelle et politique
Henri Canonge commence sa vie professionnelle à la Caisse nationale de crédit agricole avant d'être nommé directeur du Comité interrégional du roquefort à Rodez en 1940. Il est militant actif de la Confédération nationale paysanne (de tendance socialiste) à partir de 1936. Avec, entre autres, René Dumont, Michel Cépède, Henri Deramond et François Tanguy-Prigent il crée le Centre International Agraire.
A la Libération il est membre du cabinet du ministre de l'Agriculture Tanguy-Prigent
Henri Canonge est directeur de la Confédération générale de l'agriculture,,, confédération mise en sommeil par la domination de la Fédération nationale des syndicats d'exploitants agricoles à partir de 1953. De 1954 à 1975 il est secrétaire général puis directeur général de la Confédération nationale de la mutualité, de la coopération et du crédit agricoles.
Simultanément il est directeur de la Maison du Rouergue, 3 rue de la Chaussée-d'Antin à Paris 9e .
Nommé conseiller d'État en service extraordinaire en 1970, (section des travaux publics), Henri Canonge a également été membre du Comité économique et social européen de 1958 à 1976. Il en est le président de 1974 à 1976,.
Président de l'Amicale des enfants du canton de Bozouls à Paris de 1970 à 1973 
Au début des années 1970, il fait partie des notables aveyronnais défavorables au camp du Larzac et agit en sous-main à Paris en faveur des paysans contre l'armée lors de la lutte du Larzac,.
Maire de la commune de Mont-Saint-Père (Aisne) en 1977-1978. Une rue de Bozouls porte son nom,.